# تجمعات قوس قزح
تجمعات قوس قزح هي تجمعات مؤقتة متفرقة من الناس، الذين يتجمعون في الغابات النائية لمدة أسبوع أو أكثر في سنويًا بهدف العيش في أيديولوجية مشتركة من السلام والوئام والحرية والاحترام. في بداية هذِه التجمعات التي انتشرت في جميع أنحاء الولايات المتحدة في عام 1971، أشارت «عائلة قوس قزح» إلى أنفسهم على أنهم «إخوة وأخوات، أبناء الله»، «عائلات على الأرض»، «أصدقاء الطبيعة وجميع الناس» و «أبناء البشرية». تمت دعوة جميع الأجناس والأمم والسياسيين، في الرغبة في أن يكون هناك سلام بين جميع الناس. كان الهدف هو خلق ثقافة خالية من النزعة الاستهلاكية والرأسمالية ووسائل الإعلام - ثقافة غير هرمية، من شأنها تعزيز السلام العالمي.
تأثرت هذه التجمعات بثقافة الستينيات المضادة ومهرجانات موسيقى الروك في أوائل السبعينيات، قوس قزح هو «حركة تنشيط» تحمل العديد من الفلسفات والممارسات التي لها جذور في التقاليد اشتراكية خيالية التاريخية في منتصف القرن التاسع عشر. عُقد أول تجمع قوس قزح في كولورادو بالولايات المتحدة عام 1972 وحضره أكثر من 20000 شخص. في ثمانينيات القرن الماضي، بدأت تجمعات قوس قزح تقام خارج أمريكا الشمالية كأحداث مستقلة، لكنها متصلة حول العالم.
كانت التغطية الإعلامية لتجمعات قوس قزح غير مواتية وهجومية منذ ثمانينيات القرن الماضي حيث بدأ الصحفيون في وصف أفراد عائلة قوس قزح بعبارات مثل «هيبيز المسنين» أو «أطفال الزهور الكبار» أو «الأشخاص البيض في منتصف العمر». في العقد الأول من القرن الحادي والعشرين، تحول التركيز الإعلامي إلى زيادة الجريمة في المجتمعات المحلية القريبة من تجمعات قوس قزح، بدءًا من الجرائم الصغيرة مثل سرقة المحلات إلى الاعتداءات العنيفة ومخالفات المرور الخطيرة، مثل القيادة تحت تأثير المخدرات أو الكحول. على الرغم من التطلعات البيئية السلمية للحركة، فإن تجمعات قوس قزح، التي تقام عادة في الغابات الوطنية وغيرها من المناطق الحساسة بيئيًا، تصورها وسائل الإعلام على أنها ذات تأثير ضار على البيئة المحلية، وبالتالي اكتسب المشاركون سمعة في تعاطي المخدرات والكحول المفرط النشاط التخريبي والإجرامي، وتحريف تقاليد ومعتقدات الأمريكيين الأصليين. وقد أدى ذلك إلى زيادة تواجد الشرطة في التجمعات قوس قزح واستقبال ضعيف من قبل أفراد المجتمع وأصحاب الأعمال في البلدات والمحميات المجاورة. في الولايات المتحدة، تعتبر هذه القضايا أيضًا من العوامل المساهمة في تراجع حضورتجمعات قوس قزح الإقليمية والوطنية.

## خلفية
تم اتهمها تجمعات قوس قزح إلى أنها تروج لنظرية المثالية، والبوهيمية، وثقافة الهيبستر، والهبييز. ولكن من الواضح أن جذور هذه التجمعات يمكن عزوها إلى ثقافة الستينات المضادة
تجمعات قوس قزح لها مصطلحات خاصة بها، تساعد على خلق شعور بالانتماء للمجتمع وتعبرعن أفكارهم حول المجتمع والعدالة الاجتماعية. على وجه الخصوص، يُشارعمومًا إلى المجتمع السائد ويُنظر إليه على أنه «بابل»، وهو مصطلح مأخوذ من العهد الجديد المسيحي يعني كثرت الخطايا وهذا يشير إلى اعتقاد المشاركين بأن أنماط الحياة الحديثة وأنظمة الحكم غير صحية وغير مستدامة واستغلالية وغير منسجمة مع الطبيعة أنظمة الكوكب.

## التاريخ
كان تجمع قوس قزح الأول في عام 1972، وكان يعقد سنويًا في الولايات المتحدة من 1 إلى 7 يوليو من كل عام على أراضي الغابات الوطنية. على مدار العام، وتُعقد التجمعات الإقليمية والدولية في الولايات المتحدة وفي العديد من الأماكن الأخرى حول العالم.
حد ث أول تجمع لقبائل قوس قزح لمدة أربعة أيام في كولورادو بالولايات المتحدة في يوليو 1972، نظمته «قبائل» الشباب للثقافة المضادة ومقرها شمال كاليفورنيا وشمال غرب المحيط الهادئ. واجه عشرين ألف شخص حواجز الشرطة، وهددوا بالعصيان المدني، وسمح لهم بدخول أراضي الغابات الوطنية. كان القصد من هذا أن يكون حدثًا لمرة واحدة؛ ومع ذلك، تحقق التجمع الثاني في وايومنغ في العام التالي، وعند هذه النقطة تم الإعلان عنه كحدث سنوي. وامتد طول التجمعات إلى الأربعة أيام.
على الرغم من أن مجموعات من ولاية كاليفورنيا والمنطقة الشمالية الغربية من الولايات المتحدة كانت الأكثر مشاركة في أول تجمع قوس قزح، إلا أن جنوب شرق الولايات المتحدة كان ممثلاً بقوتها أيضًا. حضر ما لا يقل عن 2600 شخص من جميع أنحاء تلك المنطقة وقدموا الدعم لتجمع قوس قزح عام 1972 على بحيرة الفراولة، فوق جرانبي، كولورادو. كان هناك أيضًا تمثيل قوي من مناطق أخرى من الولايات المتحدة.
في عام 2017، تم عقد تجمع الولايات المتحدة بالقرب من 1.4 مليون فدان (5700 كيلومتر مربع) غابات ماهور الوطنية في شرق ولاية أوريغون. حضر ما بين 10000 و 18000 هذا الحدث الذي يستمر لعدة أيام، بالقرب من Flagtail Meadow .

## الجوانب الاجتماعية

### القيم
ليس لعائلة قوس قزح قادة رسميون (على الرغم من وجود الكثير من القيادة)، ولا هيكل مقنن أو مطبق بصرامة، ولا متحدثون رسميون، ولا وثائق رسمية، ولا عضوية. يتم إنتاج المستندات حسب الحاجة فقط ويتم الاحتفاظ بها من قبل مجموعات مختلفة. القيم المحفوظة هي الحب، والسلام، واللاعنف، وحماية البيئة، وعدم الاستهلاكية وغير التجارية، والعمل التطوعي، واحترام الآخرين، وعملية التوافق، والتنوع الثقافي.

### غير تجارية
كما يشير مايكل نيمان، «تجمعات قوس قزح، من حيث المبدأ، مجانية وغير تجارية». يعد استخدام المال لشراء أو بيع أي شيء في تجمعات قوس قزح من المحرمات. لا يوجد مُنظِمون بأجر، ولكن هناك وجود متطوعين («منسقين») مهمين في إنشاء موقع التجمع. يُتوقع من المشاركين المساهمة بالمال والعمالة و / أو المواد. كل عمل طوعي ولا يتم تعويضه رسميًا؛ على العكس من ذلك، لا توجد تكلفة مالية أو التزام مسبق مطلوب لحضور تجمع قوس قزح.
على الرغم من حصول المجموعات (القبعة السحرية في لغة قوس قزح) للعناصر الأساسية من المجتمع المحلي، هناك القليل من تبادل العملات داخليًا وقد لا يوجد أي تبادل على الإطلاق. المبدأ الأساسي هو أنه يجب تقاسم الضروريات بلا مقابل، بينما يمكن تداول الكماليات. تعتبر منطقة التجارة المعينة ميزة في معظم التجمعات الأمريكية. تسمى «دائرة التداول» إذا كانت دائرية و «حارة المقايضة» إذا كانت خطية. تشمل العناصر التي يتم تداولها بشكل متكرر عناصر مثل الحلويات (غالبًا ما يشار إليها باسم "zuzus")، والكتب، والزينات، والبلورات، والصخور، والأحجار الكريمة، والحرف اليدوية. في بعض الحالات النادرة، قد يتاجر الناس بالماريجوانا أو تدخين الغليون (عادة عندما لا تكون هناك شرطة في المنطقة).

### عدم العضوية
لا يوجد قادة رسميون ولا هيكل رسمي ولا متحدثون رسميون ولا عضوية. يدعي بعض المشاركين في عائلة قوس قزح أن اسرة قوس قزح هي «أكبر منظمة من غير أعضاء في العالم». بالإضافة إلى الإشارة إلى نفسها على أنها غير منظمة، فإن «غير الأعضاء» التابعين لـ للعائلة قوس قزح يطلقون أيضًا على الحركة اسم «الفوضى». ومع ذلك، هناك شبكة متغيرة من «المنسقين» الذين يتحملون مسؤولية تمرير معلومات قوس قزح على مدار العام، ويعملون كجهات اتصال إذا تم إدراجهم في دليل قوس قزح. في قانون قوز قزح، تحتاج إلى شيء واحد فقط لتتم دعوتك إلى تجمع قوس قزح، وهو سرة البطن.

### عملية الإجماع على القرارات
يتم الحفاظ على التجمعات بشكل فضفاض من خلال دائرة مستشار مفتوحة وحرة الشكل تتكون من أي «غير عضو» يرغب في أن يكون جزءًا من محادثة، والتي تستخدم عملية الإجماع لاتخاذ القرارات. وفقًا للدليل المصغر، «تأتي إرشادات قوس قزح المعترف بها من مصدر واحد فقط، دائرة المستشارين الرئيسية في التجمعات السنوية.»
الدوائر الناطقة هي أيضًا سمة من سمات تجمعات قوس قزح. كل مشارك في الحلقة يتحدث بدوره بينما يستمع الآخرون في صمت. يتم تمرير عصا طقوس أو ريش أو أي شيء آخر حول الدائرة لإتاحة الفرصة للجميع للتحدث دون مقاطعة؛ هذه عادة مستعارة من الشعوب الأصلية في أمريكا الشمالية.

### الإبداع والروحانية
إحدى السمات المركزية للتجمع السنوي للولايات المتحدة هي التأمل الصامت في صباح الرابع من يوليو، حيث يتجمع الحاضرون في دائرة في المرج الرئيسي. في الظهيرة تقريبًا تبدأ الجمعية «أوم» الجماعية التي تنتهي بصياح والاحتفال. يأتي موكب للأطفال من قرية الطفل الصغير، يغنون ويرقصون في منتصف الدائرة.
يتم العديد من التقاليد الروحية التي تتمثل غالبًا بمطبخ الخاص من هاري كريشناس إلى اليهود الأرثوذكس بالإضافة إلى العديد من الطوائف المسيحية والعديد من الطوائف الأخرى.
من الناحية الروحية، هناك الكثير من الاستحواذ ثقافي حيث يؤدي الحاضرون إلى حد كبير من البيض أفكارهم عن احتفالات السكان الأصليين، وقرع الطبول الأفريقي، والراستافارية، والأديان الشرقية، والأديان الجديدة، والفكر الحر. معتقدات العصر الجديد سائدة. على سبيل المثال، ممارسة ترديد «أوم» قبل الوجبة هي مثال على الاستيلاء على ممارسة هندوسية. تعتبر دوائر الطبول مثالاً على الاستيلاء الثقافي على موسيقى الأمريكيين الأصليين والأفارقة. التأمل الصامت هو مثال على الاستيلاء الثقافي على الممارسة الروحية الآسيوية. يعبر العديد من الأعضاء عن رغبتهم في إيجاد «وعي ذاتي أعلى»، أو أن يصبحوا واحدًا مع الطبيعة وأقرانهم من البشر، أو الاتصال بوعي عالمي. تحدث زعماء أمريكيون أصليون من عدة قبائل عللانية ضد اختلاس قوس قزح لاحتفالاتهم الدينية وكذلك تعديهم على المواقع المقدسة الأصلية.
قد تشمل الأحداث الإبداعية عروض متنوعة، وغناء نار المخيم، وألعاب الخفة، ومشاريع فنية كبيرة أو صغيرة. في أحد التجمعات، تم تجهيز عربة سلكية لنقل مجموعات من أربعة أفراد بسرعة عبر المرج. كان مخيم الجن «على قيد الحياة بمئات الأجراس والأشياء ذات الإضاءة الغريبة.» يسود الموسيقيون والموسيقى في جميع تجمعات قوس قزح.

## الخدمات اللوجستية
تنظم عائلة قوس قزح التجمعات التي يصل عدد أفرادها إلى 30 ألف شخص. يمكن أن تجذب تجمعات قوس قزح الإقليمية ما يصل إلى 5000 شخص. يحدث تجمع قوس قزح السنوي في الولايات المتحدة في الفترة من 1 إلى 7 يوليو، ولكن يأتي الأشخاص قبل شهر للمساعدة في الإعداد (يُعرف هذا باسم "Seed Camp") والبقاء في الموقع لمدة تصل إلى شهر بعد ذلك للمشاركة في التنظيف والأداء ترميم الموقع.
على الرغم من أن كل حدث فوضوي إلى حد ما، إلا أنه تم التوصل إلى إرشادات عملية من خلال عملية الإجماع وتم توثيقها في «دليل مختصر». تشمل العناصر التي لا يشجع تواجدها في التجمعات الأسلحة النارية والكحول والتبغ والحيوانات الأليفة. تشمل العناصر الأخرى التي قد لا يستحب وجودها مثل أجهزة الراديو ومشغلات الأشرطة ومكبرات الصوت والأدوات الكهربائية.

### المعسكرات والمطابخ
المعسكرات والمطابخ هي الوحدات المجتمعية الأساسية للتجمع. قد تستند المعسكرات إلى القواسم المشتركة الإقليمية أو الروحية أو حتى الغذائية. على سبيل المثال، تجذب قرية الصغار الحاضرين مع الأطفال، ويتخصص Tea Time في تقديم شاي الأعشاب، تقدم بعض المطابخ مثل مطبخ شوربة السلاحف وجبات نباتية في الغالب. لوفين أفين هو مطبخ الحرف اليدوية التي تصنع في الأفران مثل الفخار ويطبخ فيه طعامًا مثل البيتزا (اللحوم، نباتي، نباتي) وأنواع مختلفة من الخبز والوجبات الخفيفة. Nic@Nite هو مخيم يركز على مشاركة التبغ والمنتجات المتعلقة به.
ليست كل المعسكرات عبارة عن مطابخ، ولكن جميع المطابخ عبارة عن معسكرات. بالإضافة إلى إطعام المارة، ترسل المطابخ الطعام وجبة واحدة أو اثنتين كبيرتين من الوجبات النباتية في الغالب يتم تقديمها يوميًا في المرج الرئيسي.

### الماء والنظافة
يتم تنقية مياه الشرب في تجمعات قوس قزح، عن طريق مضخات تنقية صغيرة وأجهزة تغذية كبيرة بالجاذبية. يتم تشجيع الحضور أيضًا على غلي مياه الشرب. غالبًا ما يتم سحب المياه من مصدر (مثل نبع أو مجرى) وتشغيل مئات الأمتار إلى المطابخ الرئيسية في التجمع عن طريق خراطيم بلاستيكية.
لطالما كان الصرف الصحي على مر التاريخ مصدر قلق كبير في تجمعات قوس قزح. يتم ترسيب النفايات البشرية في الحفر الامتصاصية (يشار إليها عادةً باسم «القاذورات») وتعالج بالجير والرماد من نيران المخيمات. يتم حفر المراحيض الجديدة وتعبئتها يوميًا. ومع ذلك، قد لا يزال الصرف الصحي غير كافٍ: شهد تجمع عام 1987 في ولاية كارولينا الشمالية تفشيًا كبيرًا لل شيغيلا شديد العدوى (المعروف أيضًا باسم الزحار)، وحدث تفشي أصغر بالتزامن مع تجمع عام 2018 في بولندا

### مركز الطب البديل
C.A.L.M. أو مركز الطب البديل الحي، هو المجموعة الأساسية من الأطباء في تجمعات قوس قزح الذين يساعدون الأشخاص في مجال الصحة والعافية ويتولون المسؤولية عن حالات الطوارئ الطبية والصرف الصحي لأولئك الذين يحضرون هذه التجمعات الكبيرة. إنها مجموعة تطوعية تضم كلاً من الطب التقليدي والطب البديل، مثل طرق العلاج الطبيعي. من الشائع العثور على أطباء يعملون مع المعالجين بالأعشاب، وفني الأسعاف يساعدون المعالجين بالتدليك والعلاج الطبيعي بالتنسيق مع الممرضات المسجلات في رعاية المرضى. مركز الطب البديل الحي يعمل عن كثب مع شانتي سينا أو «جيش السلام»، حيث أنهم غالبًا ما يكونون أول من يظهر على الساحة في أزمة. عادة ما يكون هناك C.A.L.M. بالقرب من الجزء الداخلي من التجمعات ومراكز أصغر للإسعافات الأولية أقيمت حول التجمعات. حتى أولئك الذين ليس لديهم خبرة طبية يتم تشجيعهم على المساعدة في أشياء مثل شراء الماء والطهي للمعالجين، الذين غالبًا ما يكونون مشغولين جدًا لحضور الدائرة الرئيسية أو زيارة مطابخ أخرى. في حالة حدوث أي طارئ، يمكن الاتصال بـ CALM على قناة FRS 3 وترددات الراديو الأخرى الخاصة بالموقع.

### جيش السلام
ضمن تجمع قوس قزح، يتم التعامل مع الأمن وحل النزاعات وحالات الطوارئ من قبل شانتي سينا («جيش السلام»)، والذي يتضمن أي شخص قادر على المساعدة في ذلك الوقت.
تعمل شانتي سينا أيضًا في بعض الأحيان كجهات اتصال للمراقبين وضباط إنفاذ القانون الذين يقومون بدوريات في تجمع قوس قزح، وغالبًا ما يتتبعون تحركات الشرطة وحراس المنتزه من خلال التجمع، ويشرفون على التفاعلات بين الضباط والأشخاص الذين يحضرون التجمع لضمان عدم قيام أي من المجموعتين بالتحريض أو المشاركة في المواجهات الملتهبة. أدى هذا النوع من التدخل في عمليات الشرطة إلى اعتقالات عديدة في تجمع عام 1987 في ولاية كارولينا الشمالية، حيث تم الاعتداء على الضباط الحكوميين والفيدراليين والمحليين، ومنعهم من دخول منطقة. تم وصف شانتي سينا في تجمع '87 من قبل الضباط المحليين والولائيين والفدراليين بأنهم عصابة إجرامية ويشتبه في تعاونهم في الهجوم على مراسل آشفيل سيتيزن تايمز .
تستخدم العبارة أيضًا كدعوة للمساعدة. إذا وجد الأفراد أنفسهم في نزاع، فيمكنهم الصراخ «شانتي سينا». يُتوقع من كل شخص على مرمى البصر أن يقترب بعد ذلك من المشهد بهدوء، وإزالة التصعيد حيثما أمكن، والتوصل في النهاية إلى اتفاق إجماعي لتسوية النزاع.